# Премия мира Сонхак
Премия мира Сонхак (кор. 선학평화상; 鮮鶴平和賞) — корейская неправительственная награда.  

## Цель
Премия учреждена по инициативе Хан Хакча, вдовы корейского общественного и религиозного деятеля Мун Сон Мёна, чтобы продолжить его наследие в качестве альтернативы Нобелевской премии мира. Премия вручается раз в два года в Сеуле, Корея, за вклад в разрешение конфликтов, работу над избавлением от бедности и преодоление военных и экологических угроз. Награда не присуждается посмертно. Лауреатов выбирает Отборочный комитет премии, возглавляемый бывшим председателем Европейской комиссии Жозе Мануэлем Баррозу. Над Фондом премии председательствует экс-президент Федерации за всеобщий мир Томас Уолш.

## Концепция
В «Принципах мира» премии излагаются три основные цели, согласно собственному источнику:
- Уважение человеческого развития: образование и социальное обеспечение, борьбу с бедностью и искоренение болезней, уважение прав человека и человеческого достоинства.
- Разрешение конфликтов: разрешение конфликтов между людьми различных религий, этнических групп и национальностей.
- Охрана окружающей среды: сохранение ресурсов природной среды, направленное на устойчивый баланс природного и человеческого миров.

## История
В 2013 году Хан Хакча учредила «Премию мира Сонхак», а годом позже был открыт Комитет Премии мира Сонхак. 
Первая церемония награждения состоялась в 2015 году и была посвящена изменению климата и продовольственному кризису. Награда была вручена Аноте Тонгу, бывшему президенту Кирибати, который возглавил международную кампанию против изменения климата, уделяя особое внимание странам Тихоокеанского региона, и Модадугу Гупте, индийскому ученому, первопроходцу аквакультурной революции, обогатившей рацион и жизнь самых бедных слоев населения мира. 
Вторая церемония награждения в 2017 году была посвящена глобальному кризису беженцев и была вручена двум деятелям: Джино Страда, кардиохирургу, который предоставлял бесплатную высокотехнологичную медицинскую помощь беженцам и жертвам войн, и доктору Сакене Якуби, которая возглавила Программы образования афганских беженцев для девочек и женщин.
В 2019 году лауреатами премии Акинвуми Айодеджи Адесина и Варис Дирие. Было отмечено признание доктора Адесины за значительное сокращение бедности в Африке посредством сельскохозяйственной революции, а также за лидерство в экономическом развитии Африки посредством эффективного управления. Правозащитницу Дирие подняла вопрос о женском обрезании как международную проблему прав человека и способствовала продвижению запрета этой практики, что внесло вклад в восстановление достоинства девочек и женщин в Африке.
Четвертая церемония награждения в 2020 году была присуждена бывшему Генеральному секретарю ООН Пан Ги Муну за движение к устойчивому развитию и президенту Сенегала Маки Салю за создание образца благого управления в Африке и бывшему президенту Всемирной лютеранской федерации епископу Мунибу Юнану из Палестины, первопроходцу религиозной гармонии.

## Наградные элементы
Награждения лауреату вручаются медаль и плакетка, а также денежная премия в размере 1 миллиона долларов США. 

## Лауреаты

### Лауреаты Премии мира
| Год      | Лауреаты                  | Страна                    | Причина выбора |
| -------- | ------------------------- | ------------------------- | --- |
| 2015 год | Аноте Тонг                | Кирибати                  | - Повышение глобальной осведомленности о серьезности изменения климата и стремление международного сообщества к действиям по его решению. |
| 2015 год | Модадугу Виджай Гупта     | Индия                     | - Инициатива «голубой революции» и инновационный вклад в развитие аквакультуры как альтернативного решения надвигающегося продовольственного кризиса.                                                                                           |
| 2017 год | Джино Страда              | Италия                    | - Оказание неотложной медицинской помощи на Ближнем Востоке и в Африке и защита права беженцев на лечение. - Содействие распространению культуры мира посредством антивоенного движения.                                                        |
| 2017 год | Сакена Якуби              | Афганистан                | - Представление решения проблемы переселения беженцев посредством образования и содействия улучшению прав человека и статуса женщин-мусульман.                                                                                                  |
| 2019 год | Варис Дирие               | </img> Сомали             | - Правозащитница, которая рассказала всему миру о проблеме калечащих операций на женских половых органах (КОЖПО). - Защита прав девочек и женщин и призыв к всемирной резолюции по искоренению КЖПО.                                            |
| 2019 год | Акинвуми Айодеджи Адесина | Нигерия                   | - Эффективное управление в Африке посредством сельскохозяйственных инноваций и искоренения бедности. |
| 2020 год | Маки Саль                 | Сенегал                   | - Продвижение модели благого управления в Африке - Сокращение президентского срока - Развитие Сенегала как демократической страны посредством реформ, таких как План развития Сенегала.                                                         |
| 2020 год | Муниб Юнан                | Израиль                   | - Межрелигиозная гармония - Содействие гармонии между исламом, христианством и иудаизмом на Ближнем Востоке, ведущее к примирению между католической и протестантской церквями.                                                                 |
| 2022 год | Сара Кэтрин Гилберт       | Великобритания            | - Защита жизней в слаборазвитых странах с уязвимыми заболеваниями путем предоставления доступных вакцин Oxford-AstraZeneca для удобного хранения и транспортировки во время вспышки COVID-19.                                                   |
| 2022 год | Гави, Альянс по вакцинам  | Швейцария (штаб-квартира) | - Улучшение общего состояния здоровья человечества за счет расширения доступа к вакцинам для детей в уязвимых странах. - Руководство над «Covax», международным совместным проектом по закупке и распространению вакцин после вспышки COVID-19. |
| 2025 год | Ванджира Матаи            | Кения                     | - Расширение прав и возможностей женщин посредством программы wPOWER - Возрождение деградировавшей природы Африки посредством программы AFR100                                                                                                  |
| 2025 год | Хью Эванс                 | Австралия                 | - Активизм в области устойчивого развития и искоренения бедности - Трансформация политики с помощью цифровых платформ |
| 2025 год | Патрик Авуа               | Гана                      | - Расширение доступа к образованию в Африке и содействие гендерному равенству - Содействие воспитания этического лидерства Африки |

### Лауреаты премии учредителей
| Год      | Лауреаты       | Страна           | Причина выбора |
| -------- | -------------- | ---------------- | --- |
| 2020 год | Пан Ги Мун     | Республика Корея | - Участие в принятии Парижского соглашения об изменении климата в 2015 году. - Продвижение Целей устойчивого развития                                                                                             |
| 2022 год | Самдек Хун Сен | Камбоджа         | - Содействие международному сотрудничеству во имя мира путем проведения международных мирных форумов и мирных инициатив. - Демонстрация выдающегося лидерства в области устойчивого развития в Юго-Восточной Азии |